# (9914) Obukhova
(9914) Obukhova es un asteroide perteneciente al cinturón de asteroides, región del sistema solar que se encuentra entre las órbitas de Marte y Júpiter, descubierto el 28 de octubre de 1976 por Liudmila Zhuravliova desde el Observatorio Astrofísico de Crimea (República de Crimea).

## Designación y nombre
Designado provisionalmente como 1976 UJ4. Fue nombrado  por la cantante rusa Nadezhda Obukhova (1886-1961), solista del Teatro Bolshoi de 1916 a 1948 y Artista del Pueblo de la URSS en 1937, fue una destacada representante de la escuela vocal rusa. Su voz era de una belleza poco común, con un amplio registro, un timbre rico y un tono profundo, cálido y pleno.

## Características orbitales
Obukhova está situado a una distancia media del Sol de 2,672 ua, pudiendo alejarse hasta 3,229 ua y acercarse hasta 2,115 ua. Su excentricidad es 0,209 y la inclinación orbital 3,474 grados. Emplea 1595,45 días en completar una órbita alrededor del Sol.
Pertenece a la familia de asteroides de (569) Misa.

## Características físicas
La magnitud absoluta de Obukhova es 14,20. Tiene 8,649 km de diámetro y su albedo se estima en 0,065. 